# Ryūji
Ryūji (jap. りゅうじ, リュウジ) – popularne męskie japońskie imię.

## Możliwa pisownia
Ryūji można zapisać używając wielu różnych znaków kanji i może znaczyć m.in.:
- 竜二, „smok, dwa”
- 竜次, „smok, następny”
- 竜司, „smok, przepis”
- 竜治, „smok, rządzić”
- 龍二, „smok, dwa”
- 龍次, „smok, następny”
- 龍司, „smok, przepis”
- 龍治, „smok, rządzić”
- 龍児, „smok, dziecko”
- 隆二, „podnieść, dwa”
- 隆次, „podnieść, następny”
- 隆司, „podnieść, przepis”
- 隆児, „podnieść, dziecko”

## Znane osoby
- Ryūji Aminishiki (竜児), japoński zapaśnik sumo
- Ryūji Chiyotaikai (龍二), japoński zapaśnik sumo
- Ryūji Bando (竜二), japoński piłkarz
- Ryūji Hijikata (隆司), japoński profesjonalny wrestler
- Ryūji Ito (竜二), japoński profesjonalny wrestler
- Ryūji Iwabuchi (隆二), japoński narciarz
- Ryūji Kamiyama (竜司), japoński wokalista i aktor
- Ryūji Kawai (竜二), japoński piłkarz
- Ryūji Matsumura (龍二), japoński polityk
- Ryūji Michiki (龍次), japoński piłkarz
- Ryūji Miki (竜二), japoński kierowca wyścigowy
- Ryūji Miyamoto (隆司), japoński fotograf
- Ryūji Sainei (龍二), japoński aktor
- Ryūji Saikachi (柳二), japoński seiyū
- Ryūji Sasai (隆司), japoński kompozytor do gier wideo
- Ryūji Takahashi (竜二), były japoński skoczek narciarski
- Ryūji Yamane (隆治), japoński polityk

## Fikcyjne postacie
- Ryūji Danma (龍二), bohater mangi Great Teacher Onizuka
- Ryūji „The Blade” Hanada, bohater mangi Crying Freeman
- Ryūji Iwasaki (リュウジ) / Niebieski Buster, bohater serialu tokusatsu Tokumei Sentai Go-Busters
- Ryūji Midorikawa (Jordan Greenway) (リュウジ), bohater sportowej gry wideo, mangi i anime Inazuma 11
- Ryūji Otogi (龍児), bohater mangi i anime Yu-Gi-Oh!
- Ryūji Sugashita (竜二), bohater mangi DNA²
- Ryūji Suguro (竜士) postać z mangi i anime Ao no Exorcist
- Ryūji Takane (竜児), główny bohater mangi i anime Ring ni Kakero
- Ryūji Takasu (竜児), bohater mangi i anime Toradora!
- Ryūji Takayama (竜司), główny bohater trylogii Ring
- Ryūji Toramaru (龍次), postać z mangi Sakigake!! Otokojuku
- Ryūji Yamazaki (竜二), bohater gry wideo Fatal Fury i King of Fighters